# Converting Vegetarians II
| Професионални рејтинг | Професионални рејтинг |
| Резултати             | Резултати             |
| Извор                 | Рејтинг               |
| --------------------- | --------------------- |
| Your EDM              | [ 3 ]                 |
| Sputnikmusic          | [ 4 ]                 |

Converting Vegetarians II је девети студијски албум израелског психоделичног тренс дуа Infected Mushroom. Објављен је 11. септембра 2015. за Dim Mak Records. Ово је наставак албума Converting Vegetarians из 2003. године.

## Списак пјесама
1. "She Zoremet" – 5:14
2. "Yamakas in Space" – 7:33
3. "Sense of Direction" – 3:25
4. "Animatronica" – 6:15
5. "Feelings" – 4:10
6. "Pink Froid" – 7:40
7. "Demons of Pain" – 2:58
8. "Zoan Zound" – 4:31
9. "Blue Swan 5" – 8:58
10. "Fields of Grey (feat. Саша Греј)" – 4:18
11. "Leopold" – 4:14
12. "On the Road Again" – 3:59
13. "Stuck in a Loop" – 4:23
14. "Mexicali" – 3:45
15. "The Surgeon" – 6:21